# 埃爾默斯冰原島峰
83°58′S 55°25′W / 83.967°S 55.417°W
埃爾默斯冰原島峰（英語：Elmers Nunatak）是南極洲的冰原島峰，位於伊利沙伯女皇地，處於霍克斯山東南面9公里，美國地質調查局根據測量和該國海軍的空中照片繪入地圖，現時由南極條約體系管理。